# Stowarzyszenie Polonia-Italia w Poznaniu
Stowarzyszenie Polonia – Italia w Poznaniu – pierwsza w Poznaniu i w Wielkopolsce organizacja polsko-włoska. Powstała w 1926 roku jako poznański oddział rzymskiego Stowarzyszenia Dante Alighieri (Società Dante Alighieri). Pierwsze oddziały tej organizacji w Polsce powstały w okresie międzywojennym w Katowicach (1920), Krakowie (1922) oraz Warszawie (1924). Na skutek reorganizacji włoskiego Società Dante Alighieri, w 1936 roku w miejsce dotychczasowego Stowarzyszenia Dante Alighieri powołano w Poznaniu Stowarzyszenie „Polonia-Italia” (Comitato Polonia-Italia in Poznań).

## Historia powstania
Admiratorzy włoskiej kultury w Poznaniu postanowili powołać poznański oddział rzymskiego Stowarzyszenia Dante Alighieri, Società Dante Alighieri. Inicjatorką i założycielką była poetka, powieściopisarka, malarka i autorka opracowań historycznych, Maria ze Sławskich Wicherkiewiczowa. Spotkanie założycielskie nowej organizacji odbyło się 23 lutego 1926 roku w domu Marii Wicherkiewiczowej przy ul. Święty Marcin. Pisarka zebrała wokół siebie pasjonatów kultury włoskiej, którzy pragnęli popularyzować wiedzę o Włoszech wśród mieszkańców miasta i regionu. Ich aktywność w ramach tworzonej struktury przyczyniła się w okresie dwudziestolecia międzywojennego do zauważalnego wzrostu zainteresowania włoską kulturą, literaturą, językiem, polityką wśród Poznaniaków. W skład pierwszego i kolejnych zarządów oraz wśród najaktywniejszych członków nowo powstałej organizacji byli wykładowcy Uniwersytetu Poznańskiego, czołowe osobistości świata nauki, kultury i sztuki, działacze administracji miejskiej, przedstawiciele poznańskiego oraz  wielkopolskiego ziemiaństwa i arystokracji, osoby reprezentujące stan duchowny, redaktorzy prasowi, pracownicy poznańskiej rozgłośni radiowej. 
Patronat nad Towarzystwem objęli Ambasador Królestwa Włoch w Polsce Giovanni Cesare Majoni (1923-1929), Wojewoda Poznański hrabia Adolf Rafał Bniński, Prezydent Poznania Cyryl Ratajski, hrabina Mycielska Tyszkiewicz oraz hrabia August Cieszkowski. 
Posiedzenie inaugurujące działalność Stowarzyszenia Dante Alighieri w Poznaniu odbyło się 2 marca 1926 roku. Do celów statutowych zaliczono szerzenie znajomości języka i kultury włoskiej wśród Poznaniaków i Wielkopolan oraz popularyzowanie kultury polskiej w Italii, organizowanie dla członków i sympatyków Stowarzyszenia odczytów o kulturze włoskiej i stosunkach polsko-włoskich, kursów języka włoskiego oraz urządzanie imprez towarzyskich i artystycznych. 
W 1935 roku przemianowano polskie Stowarzyszenia Dante Alighieri w Komitety Polonia-Italia, W miejsce dotychczasowego Towarzystwa Dante Alighieri powołano w Poznaniu Stowarzyszenie „Polonia-Italia” (Comitato Polonia-Italia in Poznań), które zarejestrowano w Urzędzie Wojewódzkim 28.10.1936 roku. 

## Działalność - okres międzywojenny
Do celów statutowych zaliczono szerzenie znajomości języka i kultury włoskiej wśród Poznaniaków i Wielkopolan oraz popularyzowanie kultury polskiej w Italii, co realizowano poprzez: „utrzymywanie czytelni czasopism włoskich i biblioteki dzieł włoskich, urządzanie odczytów dla członków o kulturze włoskiej i stosunkach polsko-włoskich, urządzanie kursów języka włoskiego, urządzanie imprez towarzyskich i artystycznych”. Protokoły zebrań, roczne sprawozdania z działalności oraz listy członków ukazują niezliczoną ilość nazwisk znamienitych osób, kreatorów życia kulturalno-społecznego w międzywojennym Poznaniu. 
Zbiory biblioteczne Towarzystwa, które w ciągu kilku lat wzrosły do ilości ponad 350 woluminów i kilkunastu tytułów czasopism, ulokowane były w siedzibie Biblioteki PTPN (ul. Mielżyńskiego 27/28). Biblioteczka posiadała dzieła beletrystyczne oraz najważniejsze włoskie miesięczniki ilustrowane, jak Illustrazione Italiana; L’Italia che scrive; I libri del Giorno; Minerva; La Parola; Il Secolo Ventesimo; Il Secolo Illustrato i inne. 
Maria Wicherkiewiczowa reprezentowała środowisko poznańskie na światowym kongresie Società Dante Alighieri w Rzymie w czerwcu 1926 roku, podczas gdy delegatem warszawskim był radca prawny Maciej Loret, historyk i dyplomata mieszkający w Rzymie. Wśród członków towarzystwa było wielu sympatyków faszyzmu, a sama pisarka była admiratorką działań Mussoliniego, czemu dała wyraz w tekstach literackich: Tripolis: wrażenia z podróży do Afryki i Włoch (1927) czy w książce, poświęconej Italii Mussoliniego pt. W słońcu Italii (Poznań 1929). Pozostali członkowie Towarzystwa starali się polsko-włoskie relacje traktować o wiele szerzej, przede wszystkim w obszarze kultury, sztuki, nauki, życia społecznego. Świadczą o tym zagadnienia odczytów i prelekcji wygłaszanych cyklicznie, tematyka filmów i wystaw oraz repertuar koncertów. 
Organizacja w dwudziestoleciu  międzywojennym nie posiadała stałej siedziby, a wydarzenia realizowano m.in. w Pałacu Działyńskich, Hotelu Bazar, Klubie Urzędniczym przy ul. Fredry 12. Jednym z najważniejszych działań w tym czasie było uruchomienie bezpłatnych kursów języka włoskiego, które prowadził dr Antonio Stefanini, lektor i wykładowca historii literatury włoskiej zatrudniony w katedrze Filologii Romańskiej na Wydziale Filozoficznym Uniwersytetu Poznańskiego. Kursy odbywały się w Klubie Urzędniczym lub na zapleczu Księgarni św. Wojciecha przy ul. Marcinkowskiego 22. 
Wielu stałych członków, których początkowo było około 40, pozostawało pod urokiem rozwijającego się w Europie faszyzmu. Sytuacja zmieniła się, gdy w 1933 roku prezesurę objął dr Konrad Kolszewski – wybitny adwokat, obrońca w procesie dzieci wrzesińskich, działacz społeczny, znawca i kolekcjoner dzieł sztuki. Towarzystwo rozwinęło intensywną działalność popularyzującą włoską kulturę, literaturę i język wśród mieszkańców Poznania i regionu. Efektem było szybkie zwiększenie liczby członków do 135 osób.
W latach 30. XX w. członkowie Stowarzyszenia „Polonia-Italia” wraz z mieszkańcami miasta regularnie uczestniczyli w uroczystościach, upamiętniających udział włoskiego żołnierza Novizzo Cittadiniego w powstaniu wielkopolskim, fakt ten dokumentowano w corocznych sprawozdaniach.
W ostatnich latach przed wybuchem II wojny światowej Stowarzyszenie podtrzymywało wysoki poziom merytoryczny wykładów i odczytów organizowanych dla Poznaniaków, dobierając ich tematykę do oczekiwań słuchaczy, nawiązując do różnych rocznic, przybliżając postacie z włoskiej kultury, literatury, nauki, sztuki. Organizowano konferencje, akademie, projekcje filmów, wystawy. Również tematyka filmów wyświetlanych w Kinie Oświatowym sprzyjała poznawaniu różnych zakątków Italii. Prezentowano również autorskie filmy artystyczne, krajoznawcze.
Wraz z wybuchem II wojny światowej aktywność Stowarzyszenia „Polonia-Italia” w Poznaniu została zawieszona. Prezes Konrad Kolszewski został aresztowany 11 stycznia 1945 roku, uwięziony, torturowany i zesłany do obozu w Żabikowie. Zginął podczas ewakuacji więźniów w drodze do obozu Sachsenhausen, 25 stycznia 1945 roku.
Dopiero w połowie lat siedemdziesiątych XX wieku zaistniały sprzyjające okoliczności do reaktywowania działalności polsko-włoskiej organizacji w Poznaniu.